# 索菲亞·薩莫杜羅娃
索菲亞·薩莫杜羅娃（俄语：Софья Вячеславовна Самодурова，2002年7月30日—）是一位俄羅斯的女子花式滑冰運動員。她是2017-18青年組大獎賽分站兩個金牌和2018-19大獎賽分站一銀一銅的選手。